# Metamenophra inouei
Metamenophra inouei là một loài bướm đêm trong họ Geometridae.